# C. J. Wilson (Baseballspieler)
Christopher John „C. J.“ Wilson (* 18. November 1980 in Newport Beach, Kalifornien) ist ein ehemaliger US-amerikanischer Baseballspieler in der Major League Baseball (MLB) auf der Position des Starting Pitchers.

## Karriere
Wilson wurde von den Texas Rangers in der fünften Runde des MLB Drafts 2001 als 141. Spieler überhaupt gewählt und in den Minor Leagues eingesetzt. 2003 musste er sich der Tommy John Surgery unterziehen und fiel deshalb für die Saison 2004 aus. 2005 spielte er erst beim Double-A-Team Frisco RoughRiders, bevor er ins Team der Rangers berufen wurde. 2006 wurde er nochmals zum Triple-A-Team der Rangers zurückgeschickt, kehrte aber im Juli zu den Rangers zurück. Hier wurde er vorwiegend im Bullpen eingesetzt und kam 2007 und 2008 als Closer zum Einsatz. Die Rolle des Closers übernahm 2009 Frank Francisco und Wilson wurde wieder als Relief Pitcher in späten Innings eingesetzt. Für die Saison 2010 übernahm Wilson wieder seine frühere Rolle als Starting Pitcher. Mit einem W-L von 15-8 und einem ERA von 3.35 zeigte er sehr gute Leistungen und wurde von den Rangers in der Postseason als zweiter Pitcher hinter Cliff Lee eingesetzt. Er gewann Spiel 2 der ALDS 2010 gegen die Tampa Bay Rays. In Spiel 1 der ALCS 2010 ließ er erst im siebten Inning einen Run der New York Yankees zu und wurde im achten Inning aus dem Spiel genommen, nachdem er zwei Hits abgegeben hatte. In Spiel 5 der Serie ließ er schon in den ersten drei Innings fünf Runs der Yankees zu und erhielt den Loss.